# بضع ساعات من فصل الربيع
بضع ساعات من فصل الربيع هو فيلم من نوع دراما أُصدر في 5 أغسطس 2012. الفيلم من إخراج ستيفان بريز، أما السيناريو فكان من كتابة Florence Vignon ‏ وستيفان بريز.

## طاقم التمثيل
- لودوفيك برثيلوت
- إيمانويل سينيه
- هيلين فنسنت
- اوليفييه بيرييه
- فينسنت ليندون

## الإنتاج
موسيقى الفيلم التصويرية كانت من تأليف نيك كاف.

## وصلات خارجية
- بضع ساعات من فصل الربيع على موقع IMDb (الإنجليزية)
- بضع ساعات من فصل الربيع على موقع روتن توميتوز (الإنجليزية)
- بضع ساعات من فصل الربيع على موقع ألو سيني (الفرنسية)
- بضع ساعات من فصل الربيع على موقع Turner Classic Movies (الإنجليزية)
- بضع ساعات من فصل الربيع على موقع أول موفي (الإنجليزية)
- بضع ساعات من فصل الربيع على موقع فيلمافينيتي (الإسبانية)
- بضع ساعات من فصل الربيع على موقع قاعدة بيانات الفيلم (الإنجليزية)
- بضع ساعات من فصل الربيع على موقع ليتربوكسد (الإنجليزية)
- بضع ساعات من فصل الربيع على موقع كينوبويسك (الروسية)